# Rondelle (fortification)
Pour les articles homonymes, voir Rondelle.

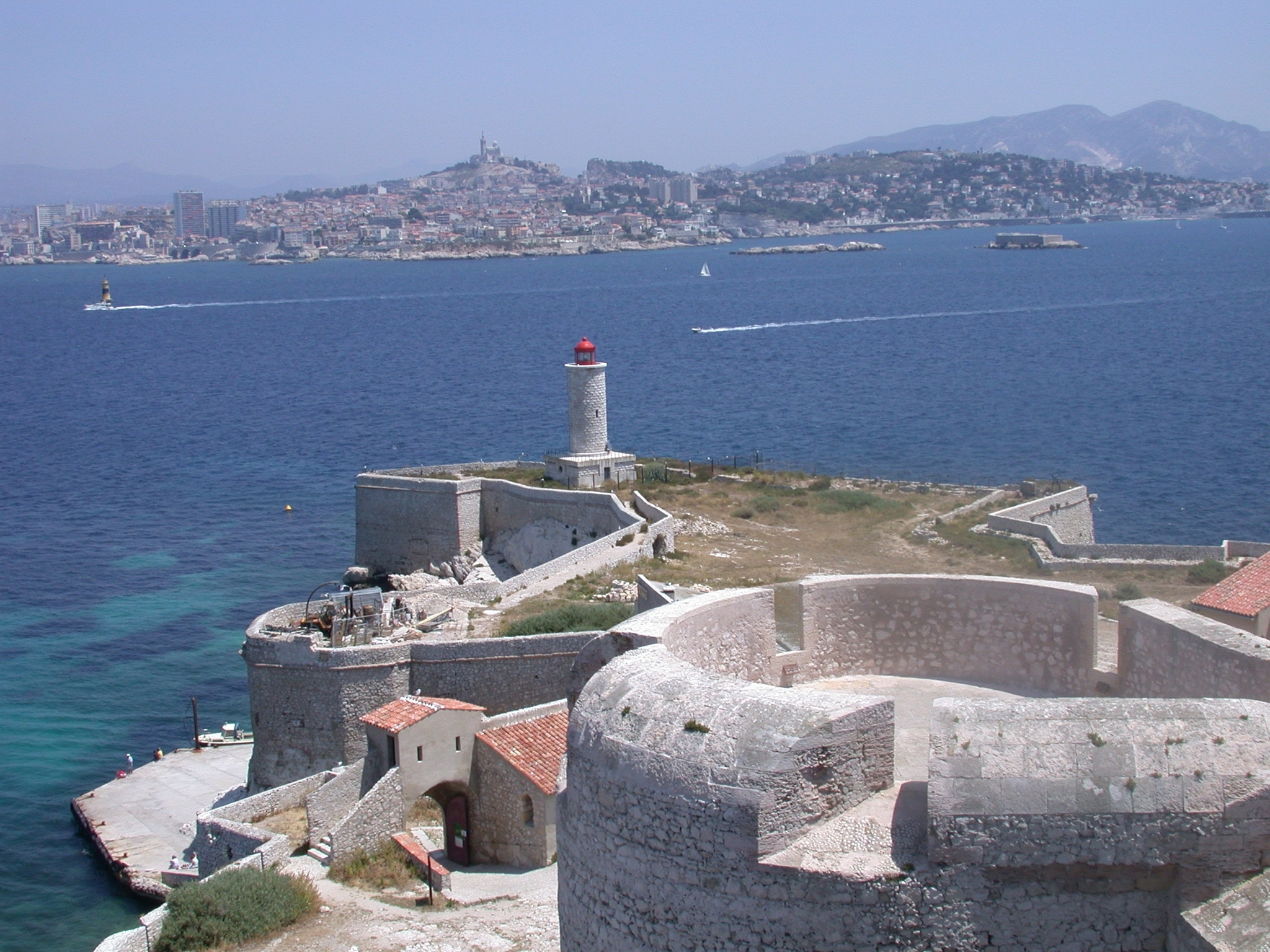
Le château d'If avec une tour d'angle qui est une rondelle

Dans les fortifications, la rondelle est une plate-forme pour les canons.

## Historique
La rondelle est un pendant, d'origine allemande, de la torrionne italienne.
Au début de la période de transition, il fut convenu d'établir le canon à l'intérieur des murailles en des lieux assez élevés pour découvrir et dominer la campagne. D'où la création de plates-formes rondes, comme des tours médiévales mais plus trapues.
Avec le bastillon, elle prit des formes variées, en passant par le boulevard, avant utilisation définitive du bastion.

## Exemples
Le château d'If a encore l'aspect d'un château féodal, mais c'est déjà une forteresse avec ses tours d'angle qui sont des rondelles.